# 大久保典夫
大久保 典夫（おおくぼ つねお、1928年(昭和3年)11月19日 - ）は、日本の文芸評論家・日本近代文学研究者。学位は、博士（文学）（早稲田大学・論文博士・2004年）（学位論文「岩野泡鳴の研究」）。東京学芸大学名誉教授。現代文学史研究所所長。国文学者の梶川信行は娘婿。

## 略歴
埼玉県出身。早稲田大学文学部国文科卒。1958年季刊同人誌『批評』に参加。1981年『文学と教育』を創刊。東京学芸大学助教授、教授、1992年定年退官、名誉教授、創価大学教授。1998年退職。2003年現代文学史研究所創設。2004年「岩野泡鳴の研究」で早稲田大学より博士（文学）の学位を取得。

## 著書
- 『岩野泡鳴』南北社、1963
- 『転向と浪曼主義』審美社、1967
- 『昭和文学史の構想と分析』至文堂、1971
- 『革命的ロマン主義者の群れ 殉教と背教の美学』三省堂新書、1972
- 『岩野泡鳴の時代』冬樹社、1973
- 『昭和文学の宿命 夭折と回帰の構図』冬樹社、1975
- 『耽美・異端の作家たち』桜楓社、1976
- 『現代女性考』日本きゃらばんの会編 大和美術印刷出版部 日本きゃらばん文庫、1981
- 『物語現代文学史 1920年代』創林社、1984
- 『現代文学史序説 文体と思想』笠間書院、1987
- 『現代文学史の構造』高文堂出版社、1988
- 『文学と教育の論理』高文堂出版社、1988
- 「大久保典夫双書」高文堂出版社

「現代文学と故郷喪失」1992
「現代文学の状況と分析」1992
「現代文学の風景」1992
「現代文学の宿命と構図」1993
- 『現代文化と文学のひずみ』高文堂出版社 現代ひずみ叢書、1998
- 『岩野泡鳴の研究』笠間書院、2002
- 『大衆化社会の作家と作品』至文堂、2006
- 『昭和文学への証言 私の敗戦後文壇史』論創社、2012

### 共編著
- 『現代日本文学史』岡保生共著 桜楓社、1969
- 『現代作家辞典』吉田熈生共編 東京堂出版、1973
- 『現代小説事典』笠原伸夫共編 至文堂、1974
- 『現代文学研究事典』高橋春雄共編 東京堂出版、1983
- 『現代日本文学史』高橋春雄、保昌正夫、薬師寺章明編 笠間書院、1988